# Timoteu III d'Alexandria
Timoteu III d'Alexandria anomenat Timoteu Salofaciol va ser patriarca d'Alexandria dues vegades, la primera de l'any 460 al 475 i la segona del 477 fins a la seva mort el 481.
Va defensar sempre les conclusions del Concili de Calcedònia i es va oposar al monofisisme. Per aquest motiu l'Església Ortodoxa Copta no el reconeix com a patriarca, i considera que Timoteu IV és Timoteu III.
L'any 460, l'emperador Lleó I va expulsar el patriarca miafisita Timoteu II d'Alexandria i va nomenar patriarca a aquest Timoteu Salofaciol.
L'any 475, una revolta va provocar el retorn de Timoteu II i l'emperador Basilisc el va recolzar, però Timoteu II va morir dos anys més tard, el 477. L'emperador Zenó va expulsar Pere Monge el successor que els monofisistes havien escollit, i va restaurar Timoteu III a la seva seu, que va conservar fins que va morir l'any 481.